# Савицкий, Дмитрий Петрович
Дми́трий Петро́вич Сави́цкий (25 января 1944, Москва — 11 апреля 2019, Париж) — русский писатель, поэт, ведущий передачи «49 минут джаза» на радио «Свобода».

## Биография
Учился в школе № 738 Ленинградского района Москвы, был исключён, закончил вечернюю школу Метростроя.
Служил в армии во внутренних войсках в Томске-7 (ныне Северск) с 16 ноября 1963 по 29 октября 1966.
В 1967 поступил в Литературный институт им. Горького, (семинар Л. И. Ошанина, заочное отделение), в 1972 был исключён с 4 курса за повесть «Эскиз» об армейской жизни (не публиковалась).
Работал в театре-студии «Современник» рабочим сцены и реквизитором-бутафором (1961—1962), затем: киномехаником, шофёром, грузчиком, маляром, диспетчером, «лит. сотрудником» многотиражной газеты «За доблестный труд» (1966—1967), где писал под несколькими псевдонимами, включая такой как «Ольга Жутковец». В этой газете усилиями Савицкого впервые в СССР были опубликованы стихи Лимонова с иллюстрациями Вагрича Бахчаняна.
Внештатно сотрудничал с московским радио и телевидением, писал о старой Москве, на телевидении — сценарии для передачи «Спокойной ночи, малыши!».
14 июля 1978 года по частному приглашению, как советский турист, выехал на два месяца во Францию; по истечении срока действия визы обратно в СССР не вернулся. В декабре 1978 отправил свой советский загранпаспорт по почте — в Кремль, на имя Леонида Брежнева — и обратился к французским властям с просьбой о предоставлении политического убежища. Просьба была удовлетворена.
С 1988 года — гражданин Франции. Жил в Париже.
Первые 11 лет во Франции писал для французских журналов, затем работал внештатно для русских служб RFI и BBC. С апреля 1989 по апрель 2004 вёл на Радио «Свобода» передачу «49 с половиной минут джаза». Вёл также программы «ПариСкоп» и «Карт-бланш». С 2007 года вёл передачу «9 минут джаза», с мая 2008 — «Джаз на Свободе». С 1 марта 2009 по 24 декабря 2016 года на Радио «Свобода» выходила джазовая программа Савицкого под названием «Время джаза».

## Творчество
Начинал как поэт — составители антологии «Самиздат века» Генрих Сапгир и Иван Ахметьев причисляют его к «Лианозовскому кругу», в Москве он был связан с Эдуардом Лимоновым, Генрихом Сапгиром, Игорем Холиным и другими поэтами.

В отрочестве ощутил явственное влияние Рембо, Гарсиа Лорки. Вовсе не русских поэтов почему-то. В шестнадцать-семнадцать лет открыл для себя большую четверку — Пастернака, Ахматову, Мандельштама, Цветаеву. Позже — обериутов, русский восемнадцатый век, переводного Аполлинера. А потом уже пошло влияние всей нашей литературной «подпольщины», скорее — питерской. Я — москвич, но мне все же больше по душе была современная питерская поэзия. Бродский, Охапкин, Кривулин.

Печататься Савицкий начал уже в эмиграции, сперва на французском, а затем на русском. Стихи и рассказы публиковались в русскоязычных журналах Америки, Израиля, Франции. Роман «Ниоткуда с любовью» (названный по строчке Иосифа Бродского) вышел в США. К концу перестройки Савицкий, как и другие писатели-эмигранты (Эдуард Лимонов, Саша Соколов, Сергей Довлатов), стал издаваться в СССР.
В прозе Савицкого ощутимо влияние англоязычной литературы, прежде всего Генри Миллера и Лоренса Даррела — с ними Савицкого объединяет сохранение сюжетности при широте языковых интересов — от бытовой звукописи до сильного метафоризма. Можно указать на определённое сходство с прозой Набокова.

Меня сравнивали (и часто) с теми, кого я еще не читал. Но влияние Генри Миллера вполне закономерное. Как и Лоренса Даррелла. Я и не скрываю (к чему?) влияния Миллера, Набокова и Даррелла. Нынче, быть может, Патрика Модиано, Элиаса Канетти и Альбера Коэна можно добавить, а Набокова убрать.

Менее очевидна, но не менее важна связь Савицкого с бит-поколением, Керуаком и прочими: та же установка на правдивость повествования, то есть соотнесенность рассказа с личным опытом, невыдуманность описываемого. Соответственно, центр тяжести с сюжетных ходов переносится на способ описания и трактовку личного опыта.

## Экранизация
В 2007 году бывший советский кинорежиссёр, ныне проживающий в Киеве, Роман Балаян снял фильм под названием «Райские птицы» (сценарист Рустам Ибрагимбеков; рабочее название — «Избранник»). В основу сценария были положены сюжетные линии произведений Дмитрия Савицкого — повести «Вальс для К.» (основная) и романа «Ниоткуда с любовью» (вспомогательная). В главных ролях заняты Олег Янковский, Оксана Акиньшина.
Премьера фильма «Райские птицы» состоялась на XXX Московском кинофестивале 21 июня 2008 года. Фильм, представленный на фестивале вне конкурса, никаких призов не получил и в российский кинопрокат не вышел. Вместо этого в российской прессе появилось несколько рецензий, в основном крайне отрицательно оценивающих эту работу режиссёра Романа Балаяна — не по идеологическим, а по профессиональным критериям.

Моя позиция была простой: не вмешиваться в работу сценариста и режиссёра. Когда Роман Балаян любезно мне прислал первую версию сценария, я кое-что — на мой взгляд, вполне разумно — раскритиковал во вполне джентльменских терминах. Окончательной же версии я не читал. <…> Я надеюсь, что мне пришлют DVD, но сначала выпью, прежде чем смотреть.

## Публикации

### Проза
- Les hommes doubles (Раздвоенные люди). — Paris: J. C. Lattès, 1979. Перевод Florence Benoit. Отрывки печатались в журнале Paris Match (1980).[6]
- L’anti guide de Moscou (Антигид по Москве). — Paris: Ramsay, 1980. — ISBN 2-85956-154-4. Перевод Jacqueline Lahana. Второе издание — Paris: Ramsay, 1988.[6]
- Вальс для К.
  - Французское издание: Valse pour K. Paris: J. C. Lattès, 1985. Перевод Geneviève Leibrich. Радиопостановка по французскому переводу вышла на France Culture в 1987.
  - Английское издание: Waltz for K. в альманахе «Evergreen», Grove-Press, N-Y. 1986. № 98. Перевод Kingsley Shorter. Радиопостановка по английскому переводу вышла на BBC в 1986.
  - Второе английское издание в антологии The Wall in My Head: Words and Images from the Fall of the Iron Curtain. 2009. Перевод тот же.
  - По-русски в сборниках «Шесть рассказов» (Париж, 1987) и «Ниоткуда с любовью» (М., 1990, СПб., 1995), см. ниже.
  - Немецкое издание: Ein Walzer für K. // Neue Rundschau. 2008. № 4. С.7—42. Переводчица Christiane Körner.
- Ниоткуда с любовью. Нью-Йорк: Третья волна. 1987.
  - в сборнике Ниоткуда с любовью. Москва: Радуга, 1990. (Состав: Ниоткуда с любовью, Вальс для К., Западный берег Коцита, Музыка в таблетках, Петр Грозный, Лора, Бодлер, стр.31, Низкие звезды лета, Стихотворения.)
  - Санкт-Петербург: ВИС, 1995. (Повторяет состав издания «Радуги».)
  - Французское издание: Bons baisers de nulle part. Paris: Albin-Michel. 1980. Перевод Geneviève Leibrich.
  - Итальянское издание: Mille baci da nessun' luogo. Milan: Grazanti. 1988. Перевод Emanuela Guercetti.
- Тема без вариаций: Passé décomposé, futur simple. СПб.: Химера, 1998.
  - Горькие желания. (Три первые главы «Темы без вариаций») // Литературное обозрение. — 1991. — № 8.
  - Сокращенная версия в журнале «Знамя». — 1996. — № 3. — С. 4—92.
  - Французское издание: Passé décomposé, futur simple. Paris: Du Rocher, 2002.
- Blue in green. Отрывки из повести // Крещатик. — 2010. — № 2.

### Рассказы
- Вальс для К.. Париж: Синтаксис. 1987. (Состав: Вальс для К. (повесть); Пётр Грозный; Музыка в таблетках; Западный берег Коцита; Лора; Бодлер, стр. 31; Вместо послесловия — авторское послесловие.)
- В книге Ниоткуда с любовью (те же рассказы, что и в парижской книге Вальс для К., плюс ранее не публиковавшаяся новелла Низкие звезды лета).
- Чешский перевод: Laura, Petr Hrozný, Západní břeh Styxu, Ludwig van v pilulkách // Revolver Revue, 15, 1991, březen. S. 177—221. Перевод Алёны Блаховой (Alena Bláhová).

### Стихи
- В сборнике «Ниоткуда с любовью» (см. выше).
- Русские поэты на Западе. Антология современной русской поэзии третьей волны эмиграции. /Сост. А.Глезер, С.Петрунис. — Париж-Нью-Йорк: Третья волна, 1986. — 320 с. С.263-270. — 8 стихотворений.
- В антологии «Самиздат века». М.: Полифакт. 1997. С.513-514. — «в Судный День Боже!»
- На сайте «Сетевая словесность» подборка стихотворений «Время платить по счетам» (1967—1983).
- 14 стихотворений из разных тетрадей // Сетевая словесность. 2004. № 4.
- 5 стихотворений // Альманах «Новая кожа». 2009. № 2. Москва — Нью-Йорк.

### Журнальные публикации

Обложка чешского журнала Revolver Revue (15, 1991, март) с переводом рассказов Савицкого.

- Не называя имён. Интервью с советским литератором  // Синтаксис (Париж). 1978. № 2. С. 37–48. (Под псевдонимом Олег Дмитриев)
- Насморк свободы // Эхо (Париж). 1980. № 1 (9). С. 130–136. Эссе.
- Осколки // Континент. 1980. № 23 (1/1980). С. 142–144. Стихи.
- Вдвоем // Континент. 1981. № 29 (3/1981). С. 141–150. Стихи.
- Из книги «Осколки» // Глагол (Анн-Арбор). 1981. № 3. С. 107–110. Стихи.
- Из цикла «Осколки» // Часть речи. — 1983/1984. — № 4/5. С.86-90. Стихи.
- Лора // Стрелец. 1984. № 7. С. 14–17. Рассказ.
- Стихи // Стрелец (Нью-Джерси). 1985. № 3, № 8.
- Ниоткуда с любовью // Стрелец (Нью-Джерси). 1985. №№ 4–12. Роман  (журнальный вариант).
- «Роман с кокаином» — Набоков? // Русская мысль (Париж). 1985. № 3594. 8 ноября. С. 10. Статья.
- Пётр Грозный // Грани (Франкфурт-на-Майне). 1985. № 136. С. 86–98. Рассказ.
- Стихи // Новый журнал (Нью-Йорк). 1988. № 172/173. С. 183–184.
- Стихи // Новый журнал. 1989. № 175. С. 34.
- Не выбираясь на поверхность // Столица (Москва). 1992. № 6. С. 54–55. Эссе.
- Стихи // Воум! — 1992. № 2 (3). С. 3–8.
- Десятый круг. Дант в метро // Соло (Москва). 1993. № 10. С. 98–103. Стихи.
- Тема без вариаций // Знамя (Москва). 1996. № 3. С. 4–92. Роман (журнальный вариант).
- Низкие звёзды лета // Флорида. 2006. № 8(68).
- Западный берег Коцита // Флорида. 2007. № 3(75).
- Часы в дальней комнате // Этажи (Москва). 2019. № 3 (15). С. 76–86. (Три рассказа: «Часы в дальней комнате», «Вокзал, на котором не останавливаются поезда» и «Три сестры в вишнёвом саду дяди Вани».)
- Праздник, который…: Фрагменты ненаписанных мемуаров // Знамя (Москва). 2020. № 9. С. 102–124.
- Размышления о цензуре и тирании // Знамя (Москва). 2021. № 4. С. 157–168. Эссе
- Париж на исходе лета // Знамя (Москва). 2021. № 8. С. 123–131. Эссе
- Дом под Святой горой (Фрагмент из романа «Ниоткуда с любовью») // Этажи (Москва). 2023. № 2 (30). С. 58–66.

### Статьи и рассказы на французском
- 1978
  - Un disque de blues pour… // Le Monde de la Musique. — Рассказ.
- 1979
  - Le Silence // Le Monde de la Musique, paru en deux livraisons. — Рассказ.
  - Homo sovieticus // LUI. — Статья.
- 1980
  - Le rideau déchiré // Rock & Folk. — Рассказ.
  - MOCKBA à l’envers, les jours de notre vie // Sandwich, 6 numéros. — Фельетон.
  - La roulette russe // LUI. — Статья.
- 1981
  - Histoire d’une photographie // L’autre Journal. — Рассказ.
  - Humour rouge // L’autre Journal. — Статья.
  - Dieu est noir // Le monde de la musique. — Статья.
  - Le Silence // Le Monde de la Musique. — Статья.
- 1982
  - La littérature & les limbes // L’autre Journal. — Статья.
- 1983
  - Des comprimés de Ludwig Van // Le Monde de la musique. — Рассказ.
- 1984
  - «J’ai mangé beaucoup de blancs, je vais manger un russe…» // Le monde le la musique, N°67, Mai. — Статья.
- 1985
  - La langue morte de l’idéologie // Lettre internationale. — Статья.
  - Back from USSR // Écho des Savanes, N°35. — Статья.
  - Stein is Stein is Stein // L’autre Journal. Déc. 85, N°1. — Статья.
  - Loin de César, à Koktebel // Le Monde Dimanche. — Статья.
- 1986
  - Agent 008 // Écho des Savanes, N°41. — Рассказ.
  - Al Capote // Écho des Savanes, N°43. — Статья.
  - Du côté des soviets // Magazine Littéraire, N° 233. Sept. 86, Dossier Nabokov. — Статья.
  - Les mots // Lettre internationale, Juillet-Août. — Статья.
- 1987
  - La non liberté de la presse russe libre // Libération. 11 mars 87. — Статья.
  - Poche du mois // Magazine Litteraire. 1987. May. P. 97. — Статья.
  - Un parasite chez les Nobel // Liberation. 1987. 23 October. P. 38-39. — Статья.
  - 'Et la Neva va…' // Liberation. 1987. 9 December. P. 42. — Статья.
  - Single d’amour // Écho des Savanes, N°53. — Статья.
- 1988
  - Brodski, c’est Byzance [Review of 'La Fuite de Byzance'] // Liberation. 1988. 6 October. P. IX. — Рецензия на фр. издание «Путешествия в Стамбул» И.Бродского.
  - Brodski: du Goulag au Nobel Emois. Lausanne, 1988, N 10. P. 58-63. — Статья.
- 1989
  - Bienvenue au Goulag Club // Rolling Stone. — Рассказ.